# قزل‌یورت
قزل یورت (به روسی: Кизилю́рт) نام شهری در جمهوری داغستان است . جمعیت آن بر اساس سرشماری سال ۲۰۰۲ برابر با ۳۰،۲۶۴ نفر بوده است . (بر اساس سرشماری سال ۱۹۸۹ جمعیت این شهر ۳۳،۶۸۲ نفر بوده است)
قزل یورت به معنای زیر است :

قزل = طلای سرخ (+) یورت = خانمان